# Колтун, Юлий Борисович
Юлий Борисович Колтун (12 октября 1945, Ленинград — 23 июля 2021, Гамбург) — советский и российский кинорежиссёр. Член Союза кинематографистов СССР (с 1984).

## Биография
Родился в 1945 году в Ленинграде в семье фотографа.
В 1974 году окончил Ленинградский театральный институт (ЛГИТМиК, отделение телевизионной режиссуры).
Работал на Ленинградском телевидении. В 1987 году уволен «за профнепригодность».
С 1988 года — режиссёр ЛСДФ.
С 1990 года — режиссёр киностудии «Ленфильм».
С 1975 по 1987 год снял для советского телевидения более 200 программ и телециклов, два телеспектакля «Личное дело» и «Компромисс», 15 документальных фильмов, включая отмеченные на конкурсах, форумах и фестивалях.
В 1991 году эмигрировал в Германию, где прошли 19 его фотовыставок.
С 2004 года сотрудничал с компанией Bildschon Filmproduktion. В 2009 году фотофильм Колтуна «Дама с собакой» по рассказу Чехова был представлен в секции  «Перспективы» XXXI  Московского международного кинофестиваля.
Был дружен с режиссёром Игорем Шадханом.

## Фильмография

### Режиссёр
- 1985 — Переступить черту[1][9][10]
- 1991 — Лапа

### Прочее
- 1967 — Происшествие, которого никто не заметил — ассистент оператора
- 1984 — Иван Павлов. Поиски истины — Николай Николаевич Никитин

## Документальное кино
- 1983 — Прикосновение (документальный, хронометраж 30 мин.)
- 1987 — Не мужская история, или Долгое дело № 286 (документальный, 50 мин.)
- 1988 — Интерпретация. Александр Николаевич Скрябин (документальный, 27 мин.)

## Фотофильмы
- 2009 — Ниоткуда с любовью (29 мин.)
- 2009 — Дама с собачкой (1 ч.)[11][12][13]